# Frische teutsche Liedlein

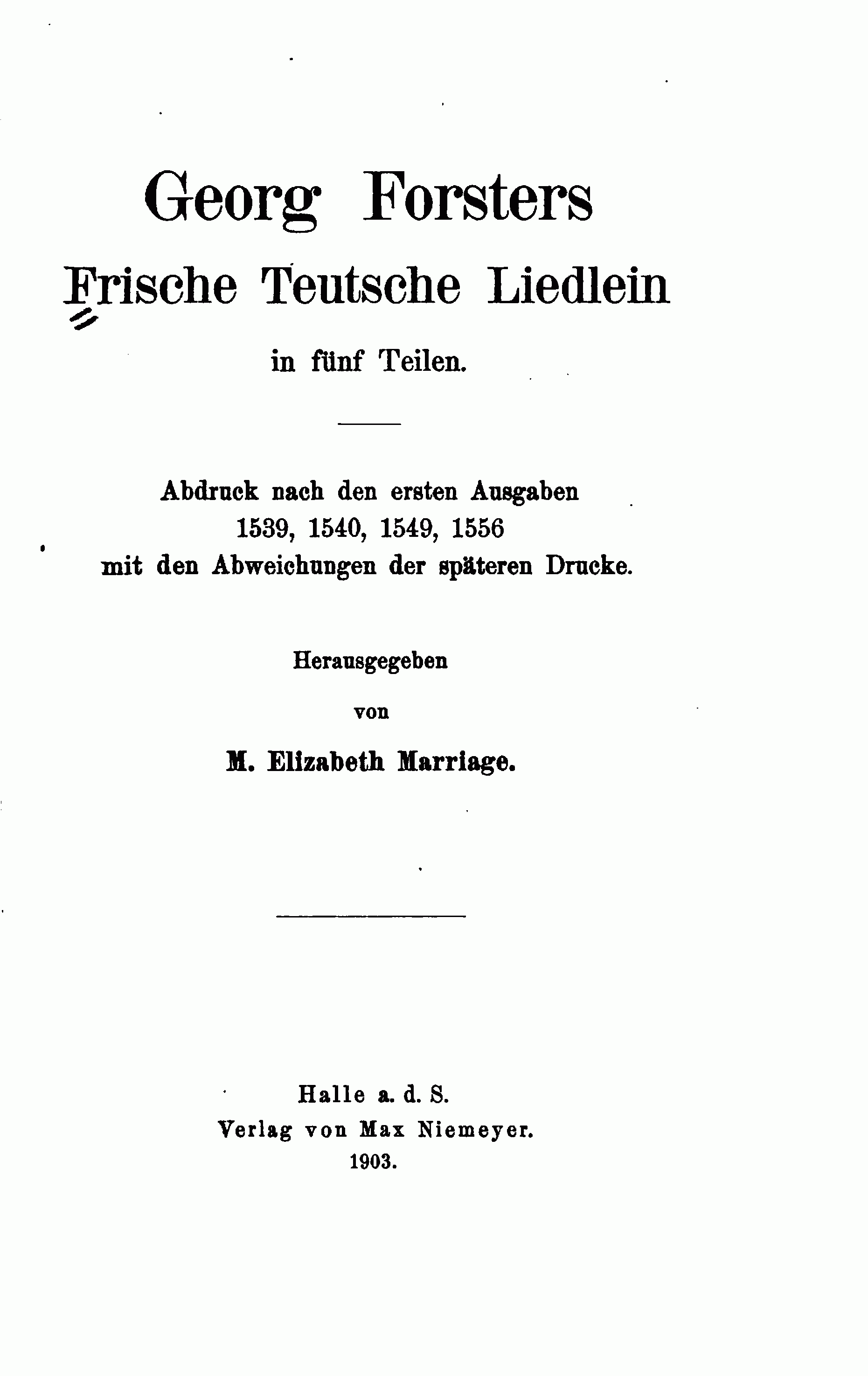
Uitgave Frische teutsche Liedlein uit 1903.

Frische teutsche Liedlein is een zestiende-eeuws Duits liedboek dat bestaat uit vijf delen. De liederen werden verzameld en uitgegeven door de arts, componist en liedverzamelaar Georg Forster (1510-1568), in de periode 1539–1556.
De verzameling bevat 380 meerstemmige, overwegend wereldlijke Duitse liedjes. De titel is van latere datum. De liedbundel wordt beschouwd als de omvangrijkste en belangrijkste uitgave van liederen van deze tijd, en als belangrijke bron voor tenorliederen (waarin de melodielijn wordt gezongen door de tenor).
Het bevat een versie van bijvoorbeeld 'Innsbruck, ich muss dich lassen' (Heinrich Isaac) en 'Mir ist ein rot Goldfingerlein' (Ludwig Senfl).
De titel betekent zoveel als 'nieuwe / hedendaagse / frisse Duitse liedjes'.

## Delen
1. Ein außzug guter alter und newer Teutscher liedlein / einer rechten Teutschen art / auff allerley Instrumenten zubrauchen / außerlesen (Nürnberg, 1539)
2. Der ander theyl kurtzweiliger guter frischer Teutscher Liedlein zu singen vast lustig (Nürnberg 1540)
3. Der dritte theyl schöner lieblicher alter und newer Teutscher Liedlein, nicht alleine zu singen sondern auch auff allerley Instrumenten zu brauchen ... und vormals nie gesehen (Nürnberg 1549)
4. Der vierdt theyl schöner frölicher frischer alter und newer Teutscher Liedlein mit vier stimmen nicht allein zu singen sondern auch auff allen Instrumenten zu brauchen (Nürnberg 1556)
5. Der fünfft theyl schöner alter und newer Teutscher liedlein mit fünff stimmen nicht allein zu singen sondern auch auff allen Instrumenten zu brauchen (Nürnberg 1556)

## Voorbeelden van bekende liederen

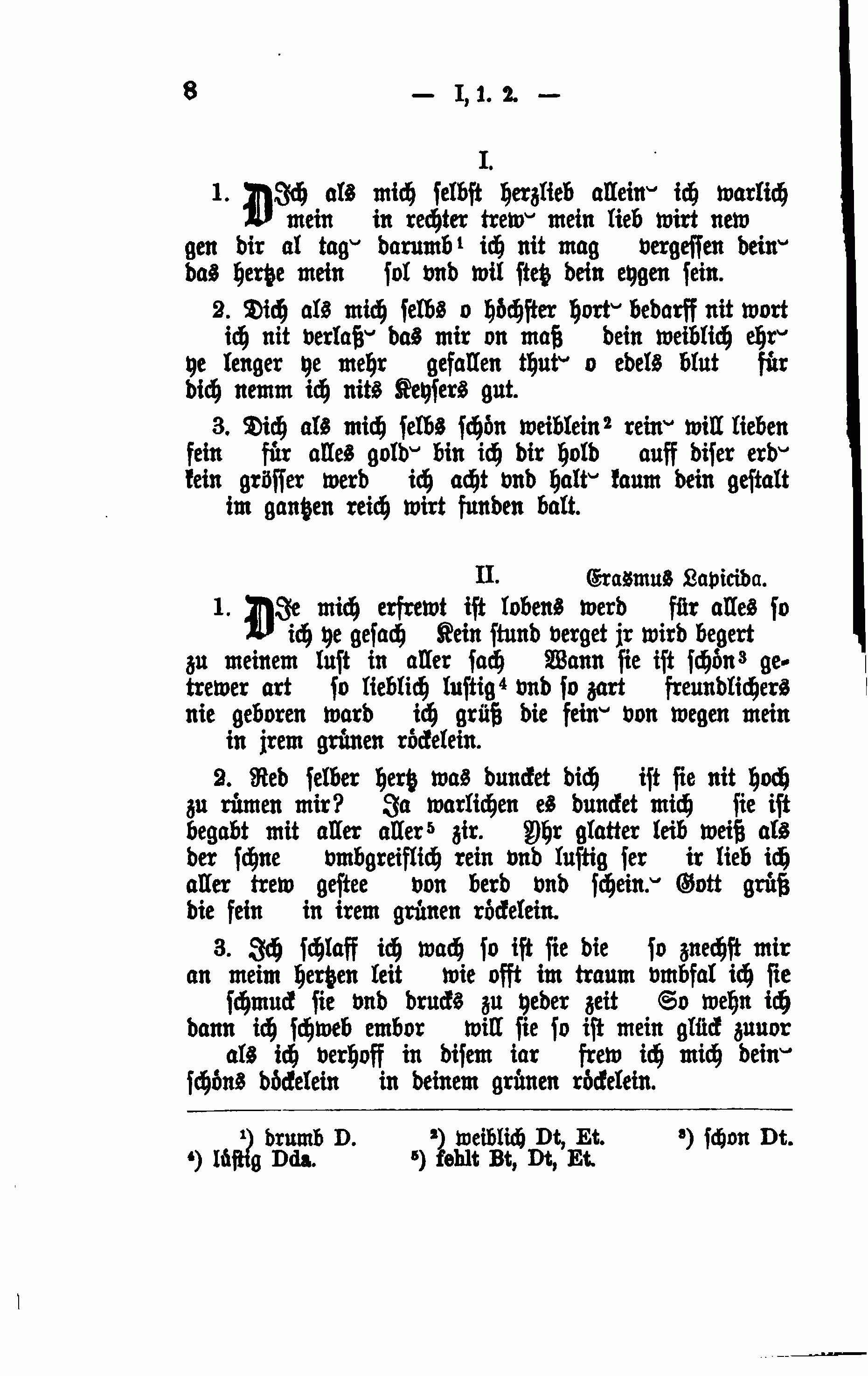
Frische teutsche Liedlein (1903), eerste twee liederen.

- Drei Laub auf einer Linden (Jobst von Brandt)
- Entlaubet ist der Walde (Thomas Stoltzer)
- Es ist ein Schnee gefallen (Caspar Othmayr)
- Es liegt ein Schloß in Österreich (Caspar Othmayr)
- Es wollt ein Jäger jagen
- Im Mayen, im Mayen
- Innsbruck, ich muß dich lassen (Heinrich Isaac)
- Mir ist ein feins brauns Maidelein (Caspar Othmayr)
- Vergangen ist mir Glück und Heil
- Wie schön blüht uns der Maien (Caspar Othmayr)
- Wir zogen in das Feld
- Wo soll ich mich hinkehren
- Wohl auf, gut Gsell, von hinnen (Caspar Othmayr)

## Hedendaagse uitgaven
- Georg Forster: Frische teutsche Liedlein (1539–1556), sameng. door Kurt Gudewill (Wolfenbüttel, Möseler 1964–1997)
- Georg Forsters Frische Teutsche Liedlein in fünf Teilen, sameng. door M. Elizabeth Marriage (Niemeyer, Halle 1903)